# Vidauban
Vidauban este o comună în departamentul Var din sud-estul Franței. În 2009 avea o populație de 9.958 de locuitori.

## Evoluția populației
| An        | 1975  | 1982  | 1990  | 1999  | 2006  | 2009  |
| --------- | ----- | ----- | ----- | ----- | ----- | ----- |
| Populație | 2.930 | 3.805 | 5.460 | 7.311 | 9.569 | 9.958 |